# فرودگاه شهری کنای
فرودگاه شهری کنای (به انگلیسی: Kenai Municipal Airport) یک فرودگاه همگانی بهره‌برداری هوایی با کد یاتا ENA است که یک باند فرود آسفالت دارد و طول باند آن ۲۳۰۹ متر است. این فرودگاه در شهر کنای، آلاسکا کشور ایالات متحده آمریکا قرار دارد و در ارتفاع ۳۰ متری از سطح دریا واقع شده است.